# Spring Rain
『Spring Rain』(スプリング・レイン)はBoAの配信限定シングル

## 解説
シングルとしては、『Make Me Complete』より約1年3ヶ月振りとなり、韓国でのシングルとしては2013年の『Action』以来、約3年半振りとなる。
本作はKENZIEが作詞・作曲した楽曲であり、R & Bテイストに仕上げられており、「愛憎」と言う相反する2つの感情と彷徨を表現した歌詞となっていると言い、タイトルにもある春の雨の空気感を感じさせる楽曲として制作されたと言う。
本作はSM Entertainmentのデジタル音源公開チャンネル『STATION』のシーズン2において5曲目となった楽曲でティーザー映像がYouTubeのSMTOWNチャンネルや、NAVER TVのSMTOWNチャンネルを通して公開がなされた。
本作のビデオ・クリップはニューヨークにて撮影が行われ、都会の洗練されたムードが醸し出されたドラマタイズ形式で構成され、演出はビヨンセをはじめとした世界的アーティストの作品の数々を手掛けてきたショミ・パットウォーリーが監督を務め、映画のような仕上がりになったのだと言う。

## 収録曲
1. 봄비 (Spring Rain)
作詞・作曲：KENZIE（英語版）
2. 봄비 (Spring Rain) -inst.-